# Acmaeodera flavomarginata
Acmaeodera flavomarginata är en skalbaggsart som först beskrevs av George Robert Gray 1832.  Acmaeodera flavomarginata ingår i släktet Acmaeodera och familjen praktbaggar. Inga underarter finns listade i Catalogue of Life.